# Tim Dodd
Timothy „Tim“ Justin Dodd (* 27. Februar 1985) ist ein US-amerikanischer Webvideoproduzent, Fotograf und Musiker. Er ist unter seinem Künstlernamen Everyday Astronaut (deutsch etwa „Alltagsastronaut“) bekannt. Auf einem gleichnamigen YouTube-Kanal veröffentlicht er Videos zum Thema Raumfahrt. Er war als Besatzungsmitglied der abgesagten privaten Raumfahrtmission Dear Moon ausgewählt.

## Werdegang
Tim Dodd wuchs in Cedar Falls, Iowa auf und interessierte sich laut eigener Aussage schon in der Kindheit für die Raumfahrt. Er machte 2003 seinen High-School-Abschluss, studierte von 2006 bis 2008 Liberal Arts am Hawkeye Community College und schloss mit einem Associate of Arts ab. Ab 2009 arbeitete er als professioneller Fotograf, vor allem auf Hochzeiten.
2014 wurde er von einem Online-Magazin engagiert, den Start einer Falcon-9-Rakete der Mission CRS-3 am Cape Canaveral zu fotografieren. Das Erlebnis brachte ihn dazu, sich in seiner Freizeit vermehrt mit Raumfahrtthemen zu beschäftigen. Dodd erstellte anschließend eine Bilderserie von sich in einem orangen Raumanzug an verschiedenen Orten unter dem Titel „A day in the life of the Everyday Astronaut“, die unter anderem auf Reddit Verbreitung fand.
2016 begann Dodd unter dem Namen Everyday Astronaut auf Twitch mit dem Streaming von Let’s Plays des Spiels Kerbal Space Program, später wechselte er auf YouTube. Im Februar 2017 publizierte er ein YouTube-Video, in dem es um eine Ankündigung des Unternehmens SpaceX ging, eine private bemannte Raumfahrtmission zum Mond durchführen zu wollen. Dabei handelte es sich um ein Vorläuferprojekt der Mission Dear Moon, wie sich später herausstellte. Dodds Video wurde innerhalb einer Woche mehr als 20.000 Mal aufgerufen. Seit diesem Zeitpunkt veröffentlicht er Videos über physikalische und technische Hintergründe sowie aktuelle Entwicklungen in der Raumfahrt und Raketentechnik. Außerdem produziert und hostet er Livestreams von Raketenstarts.
Mit steigender Bekanntheit erhielt Dodd Einblicke in diverse Raumfahrtunternehmen und dokumentierte diese in seinen Videos. Außerdem interviewte er Persönlichkeiten der Raumfahrtbranche wie Peter Joseph Beck, Jim Bridenstine, Jared Isaacman und Elon Musk.
In den Jahren 2021 und 2022 betraute das Unternehmen Firefly Aerospace Dodd mit der Moderation der offiziellen Livestreams der ersten beiden Starts der Alpha-Rakete.
Neben den genannten Themen veröffentlicht Dodd auf seinem YouTube-Kanal selbst komponierte elektronische Musikstücke.
2021 bewarb sich Dodd auf einen öffentlichen Aufruf hin als einer von rund einer Million Kandidaten auf einen Platz an Bord der Mission Dear Moon. Am 8. Dezember 2022 wurde bekanntgegeben, dass er als Teil der neunköpfigen Besatzung ausgewählt wurde. Der japanischen Milliardär Yusaku Maezawa hatte geplant, einen Flug zum Mond an Bord eines Starship-Raumschiffs zu finanzieren, dabei sollten auch Künstler und Kreativschaffende mitfliegen. Im Juni 2024 wurde die Einstellung des Projektes bekanntgegeben.